# 安陵君
安陵君，戰國時期封「安陵」君者有兩人，一為楚國封君，名「壇」。根據《戰國策·楚策一》，战国时期楚宣王將宠爱的大臣「壇」封于安陵，称安陵君。一為魏國封君，名不可考，與信陵君同時，魏安釐王時人，封地僅五十里，派唐雎出使秦國。《說苑‧奉使篇》記作鄢陵君，《史記‧魏世家》記作安陵氏。
魏國安陵君是戰國时期時一个小國的君王，该国受魏國封地。在《戰國策魏策四》有另二則安陵君的記載：魏攻管而不下、秦王使人謂安陵君。